# The Doctor and the Doctor's Wife
The Doctor and the Doctor's Wife is een kort verhaal van Ernest Hemingway dat in 1925 gepubliceerd werd in zijn eerste bundel korte verhalen, In Our Time.
Dokter Adams huurt twee Amerikaanse indianen om een aantal boomstammen te hakken die op de rivier van een transport zijn losgebroken en stroomafwaarts afdrijven. De indianen zijn goed gehumeurd omdat ze wat extra geld kunnen verdienen met de boomstammen en plagen de arts door hem te vragen waar hij ze heeft gestolen. De arts wordt woedend en ontslaat de mannen. Vervolgens gaat hij terug naar zijn vrouw, die hem de les leest. Walgend van zijn vrouw en van zichzelf, gaat de dokter terug naar buiten en aanvaardt de uitnodiging van zijn zoon Nick om ergens naartoe te gaan waar ze zwarte eekhoorns kunnen zien.